# Gerrit Meinke
Gerrit Meinke (* 14. September 1967) ist ein ehemaliger deutscher Fußballspieler, der im Laufe seiner Karriere u. a. für den VfL Osnabrück in der 2. Fußball-Bundesliga aktiv war.

## Karriere
Bis Juli 1989 spielte Meinke für TuRa Grönenberg Melle aus dem Landkreis Osnabrück. Hier spielte er u. a. mit dem Fußballkommentator Tom Bartels in der fünfthöchsten Amateurliga. Anschließend wechselte er zu Arminia Bielefeld, für die er drei Jahre in der Oberliga Westfalen aktiv war. Im Sommer 1992 unterschrieb er beim VfL Osnabrück und spielte dort eine Saison in der 2. Bundesliga. Mit 14 Toren in 45 von 46 möglichen Einsätzen war er Osnabrücks bester Torschütze, konnte jedoch den Abstieg des Vereins in die Drittklassigkeit nicht verhindern und wurde an den SC Verl abgegeben, für den er bis Sommer 1996 in der Oberliga Westfalen (Saison 1993/94) beziehungsweise in der Regionalliga West/Südwest (Saison 1994/95 (27 Spiele, 11 Tore) und 1995/96 (26 Spiele, 7 Tore)) aktiv war. Es folgten drei Jahre beim Wuppertaler SV in der Regionalliga West/Südwest, sowie ein Jahr beim SC Paderborn, ehe Meinke im Alter von 32 Jahren seine Karriere beendete. Er erzielte in 151 Regionalligaspielen 41 Tore.
Nach dem Ende seiner Karriere wurde Gerrit Meinke als Leiter für Finanzen von Controlling beim Zweitligisten SC Paderborn angestellt und gleichzeitig Assistent seines ehemaligen Mitspielers Tom Bartels. Zur Saison 2013/2014 wechselte Meinke nach Bielefeld und wird dort Geschäftsführer der Stadiongesellschaft von Arminia Bielefeld. Nachdem Marcus Uhlig die Geschäftsführung zum 31. August 2015 bei Arminia Bielefeld niederlegte, wurde Meinke ab dem 1. September 2015 alleiniger Geschäftsführer von Arminia Bielefeld. Am 28. Dezember 2017 wurde Gerrit Meinke bei Arminia Bielefeld entlassen.